# Редукционизъм
Редукционизмът (на латински: reductio) е или (a) подход за разбиране на природата на комплексни неща чрез редуцирането им на отношенията на техните части или на по-прости и по-фундаментални неща или (b) философската позиция, че комплексната система не е нищо повече от сума на общите си части и че описанието им може да се редуцира до описание на индивидуалните конституенти. 
Редукционизмът е и методологически принцип, съгласно който сложните явления могат да бъдат изцяло обяснени с помощта на закони, свойствени за явления, които са по-прости (например, когато социологически явления се обясняват с биологически или икономически закони).
Редукционизмът абсолютизира принципа на редукция (тоест свеждането на сложния до прост и висшия до низш процес/принцип), като се игнорира спецификата на по-високото ниво на организация. Такъв тип редукция, която е обоснована, може да бъде изключително плодотворна, например обясняването на атома с планетарен модел.